# Intercity 2

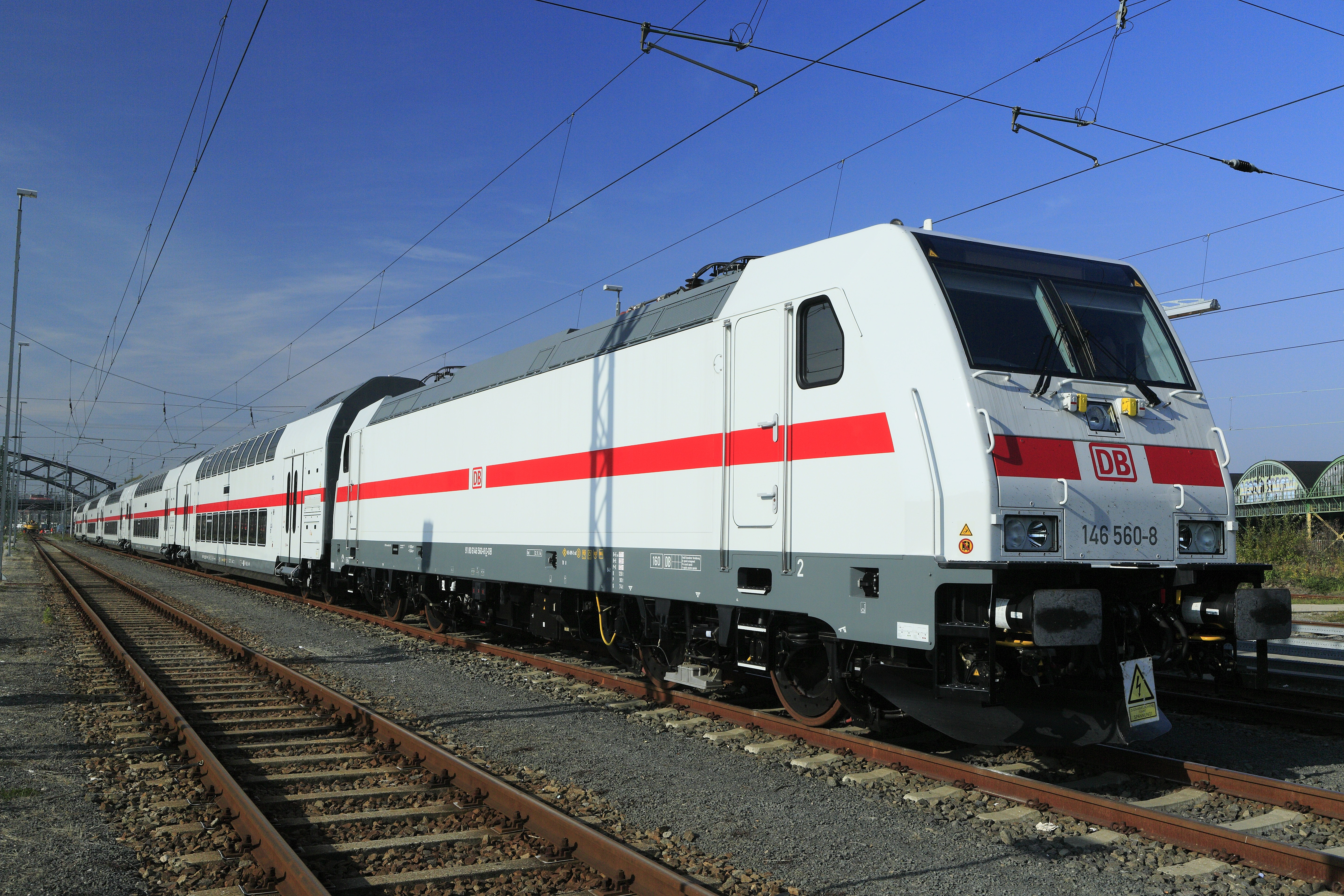
Rame tractée Bombardier Twindexx Vario le 28 10 2015.

Deutsche Bahn commercialise ses trains Intercity à deux étages sous le nom d'Intercity 2, ou IC2 en abrégé, en service depuis décembre 2015.

## Matériel roulant
L'obsolescence croissante de la flotte de matériel roulant existant ainsi qu'une option déjà posée pour l'acquisition de voitures voyageurs à deux étages initialement destinés à DB Regio (de) ont incité la Deutsche Bahn à moderniser et compléter sa flotte pour les services Intercity. Elle a donc procédé à l'achat de voitures à deux niveaux de type Bombardier Twindexx Vario (de). En 2019, la Deutsche Bahn a également acquis d'occasion plusieurs automotrices Stadler KISS à Westbahn. Ces automotrices KISS assurent des services IC2 depuis mars 2020.

### Rames tractées TWINDEXX Vario + BR 146/147
Les premiers services commerciaux IC2 étaient exploités avec des rames voyageurs TWINDEXX Vario tractées par des locomotives BR 146/147. Elles peuvent circuler à une vitesse maximale de 160 km/h,,,.

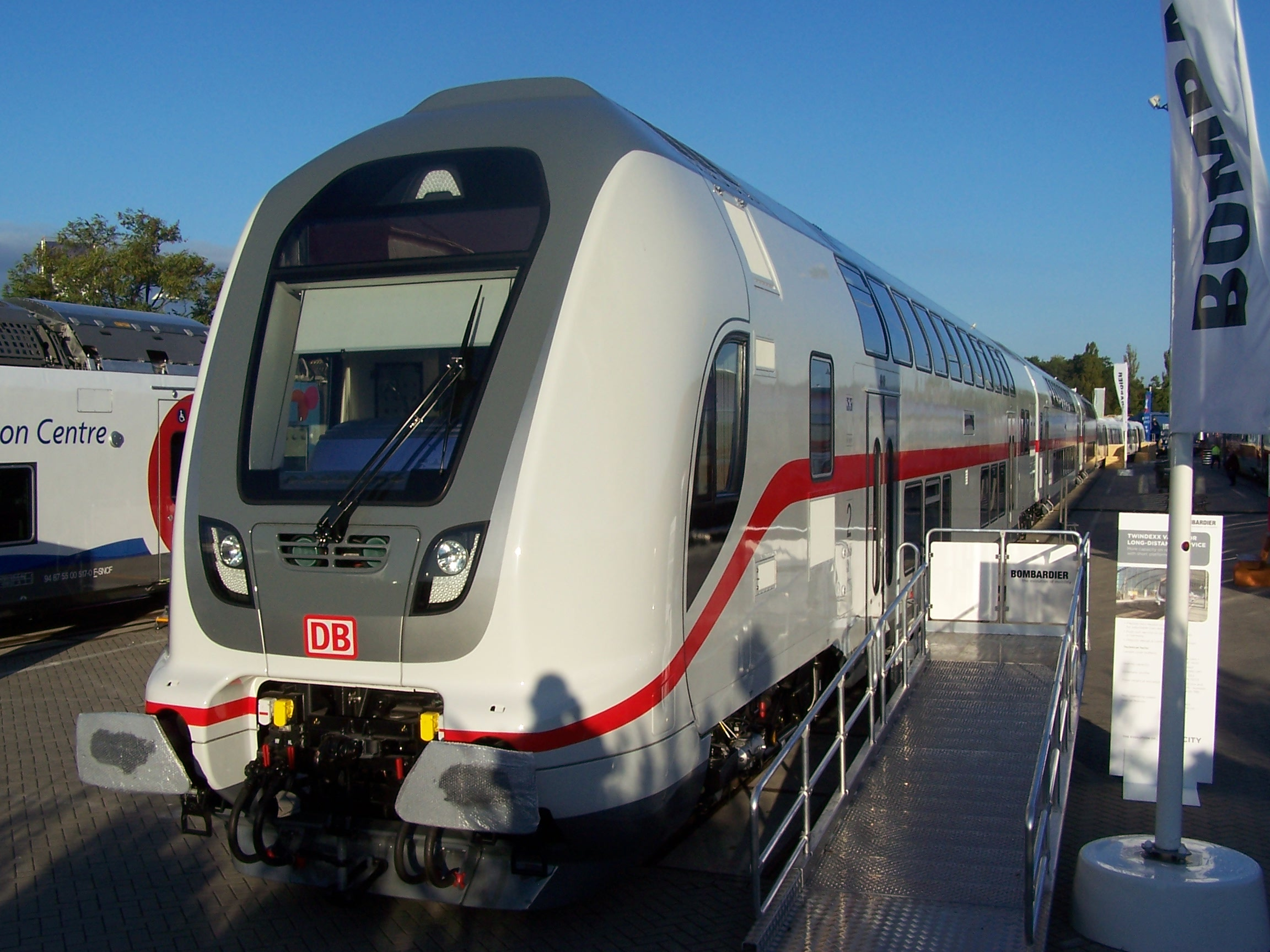
Bombardier Twindexx Vario présenté à InnoTrans le 23 09 2014.

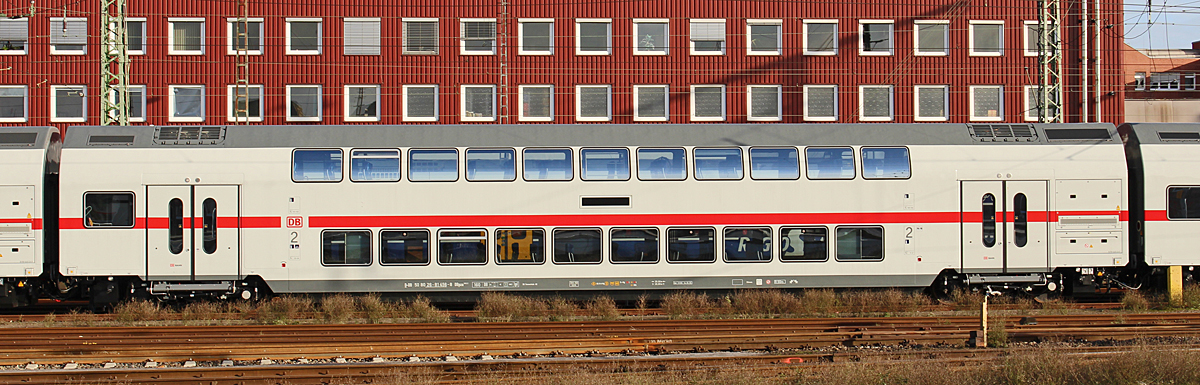
Voiture à deux étages de classe (DBpza 682.2).

Les premières voitures ont été présentées au public à InnoTrans 2014. Les premiers prototypes ont été présentés à Berlin et Leipzig à l'automne 2014. Beaucoup de critiques y ont été émises telles que le manque d'espace pour le transport de bagages, un confort d'assise insuffisant ou l'absence de voiture-restaurant ou de bistrot.

#### Caractéristiques générales
Les rames tractées IC2 sont similaires aux trains à deux étages utilisés pour les services Regional-Express (RE).
Les coupons TWINDEXX Vario mesurent 134,50 mètres de long. Ils sont composés de cinq voitures dont une voiture-pilote de type DBpbzfa 668.2 (numéro de série 1), trois voitures de deuxième classe (DBpza 682.2, numéros de série 2 à 4) et une voiture de première classe (DApza 687.2, numéro de série 5). Chaque rame est tractée par une locomotive BR 146 ou 147 homologuée pour circuler jusqu'à 160 km/h. Deutsche Bahn a initialement demandé l'homologation à une vitesse maximale de 185 km/h, projet qui n'a pas été mené à son terme.
Ces compositions tractées offrent une capacité de 468 sièges, dont 70 en première classe et six sièges rabattables,. Neuf emplacements pour les vélos sont disponibles dont six dans la voiture-pilote et trois dans les voitures de deuxième classe. Les voitures ont, entre autres, des coussins de tête, des repose-pieds. L'intégration d'un système Wi-Fi dans la flotte IC2 a commencé en 2019.
Selon les informations de la DB, la modernisation d'un restaurant de bord était « probablement » prévue, mais n'a pas été effectuée. Au lieu de cela, il y aura une restauration dans les deux classes. Sous le nom commercial d'IC Café-Team, les employés de la filiale de Lufthansa, LSG Sky Chefs, proposent aux voyageurs des boissons froides et chaudes, des collations et des pâtisseries,,.
L'accès à la voiture-pilote se fait de plain-pied, sans obstacle, sur les plates-formes de 55 centimètres via un comble-lacune. Pour des hauteurs comprises entre 38 et 76 centimètres, une rampe se déploie pour faciliter l'accès au train. Une entrée sans obstacle et à niveau dans la voiture-pilote n'est possible ici que pour l'étage inférieur. Il y a aussi des toilettes accessibles aux personnes handicapées. L'étage supérieur n'est pas accessible aux personnes à mobilité réduite et ne peut être atteint que par deux séries d'escaliers, il y a des sièges et une aire de jeux pour enfants.

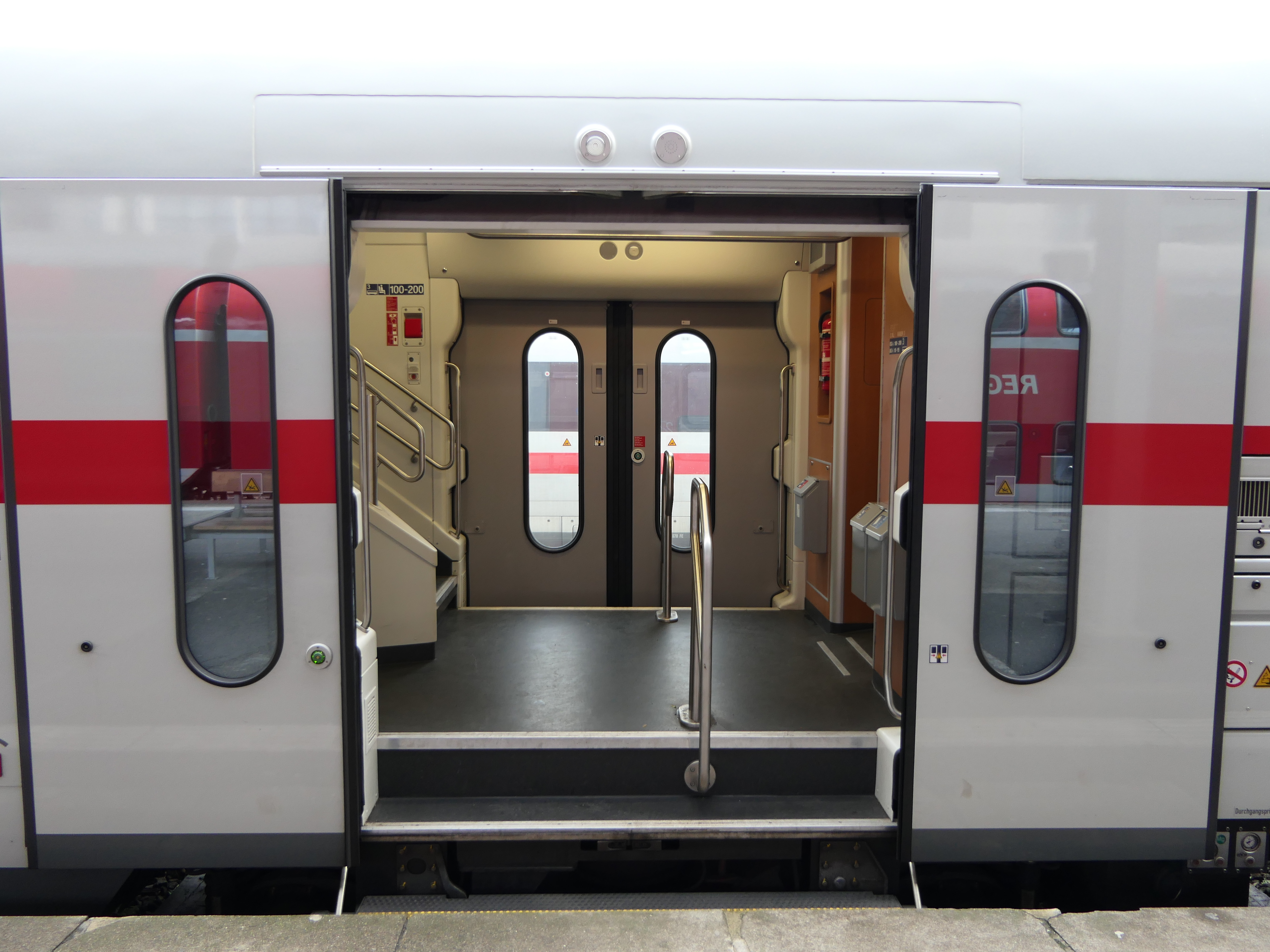
Entrée dans une voiture.
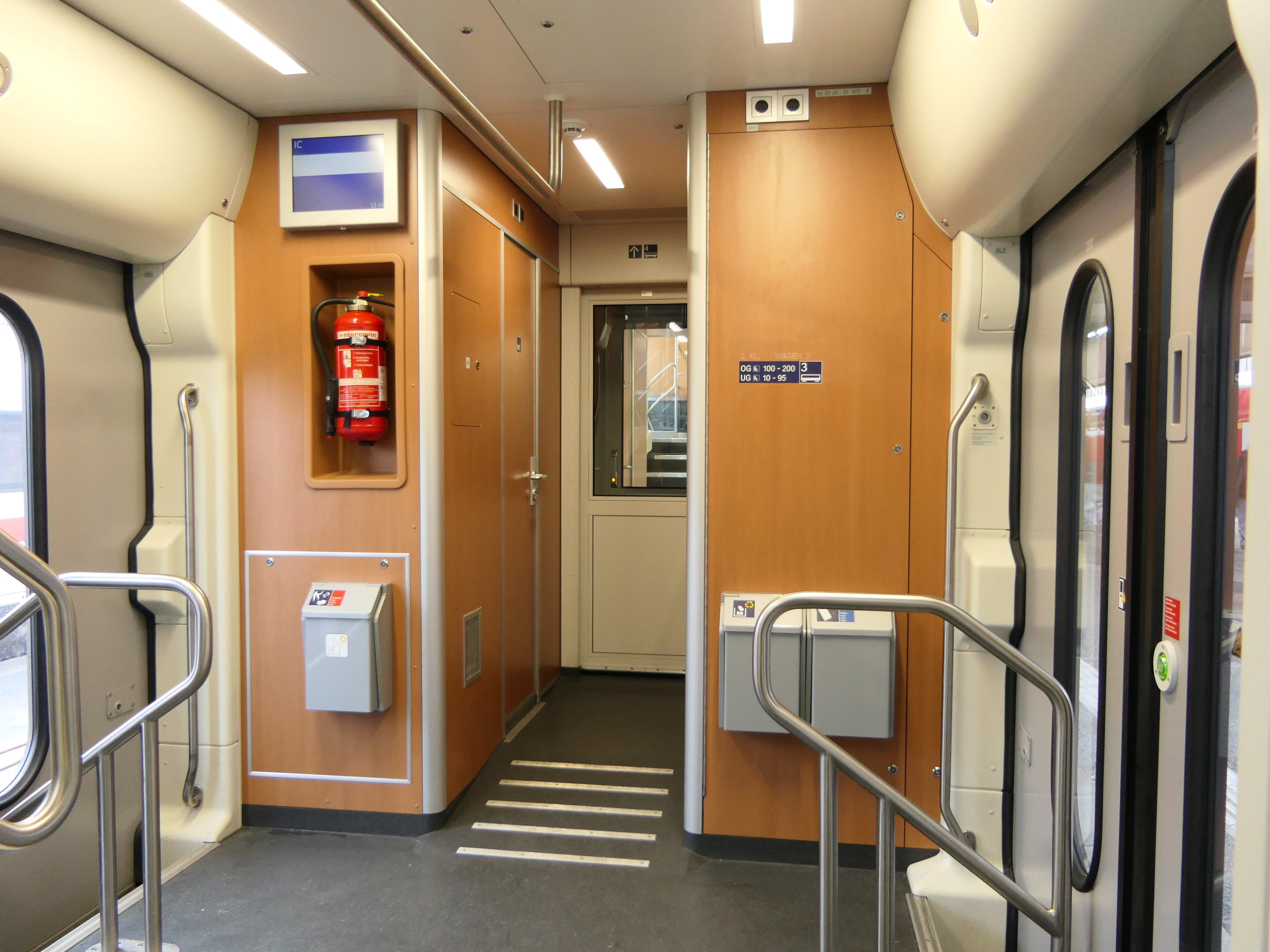
Circulation entre deux voitures.
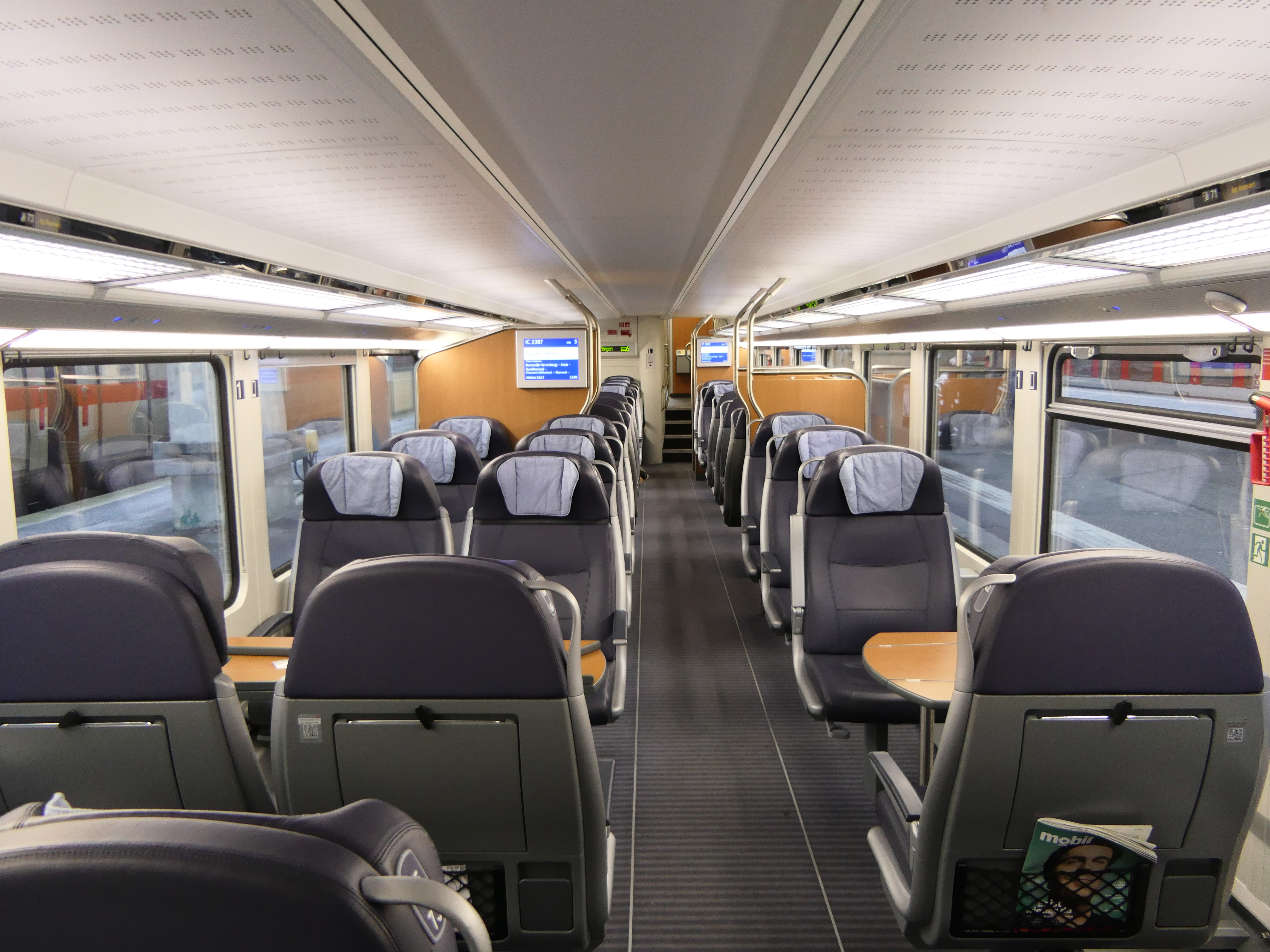
Étage inférieur en 1re classe.
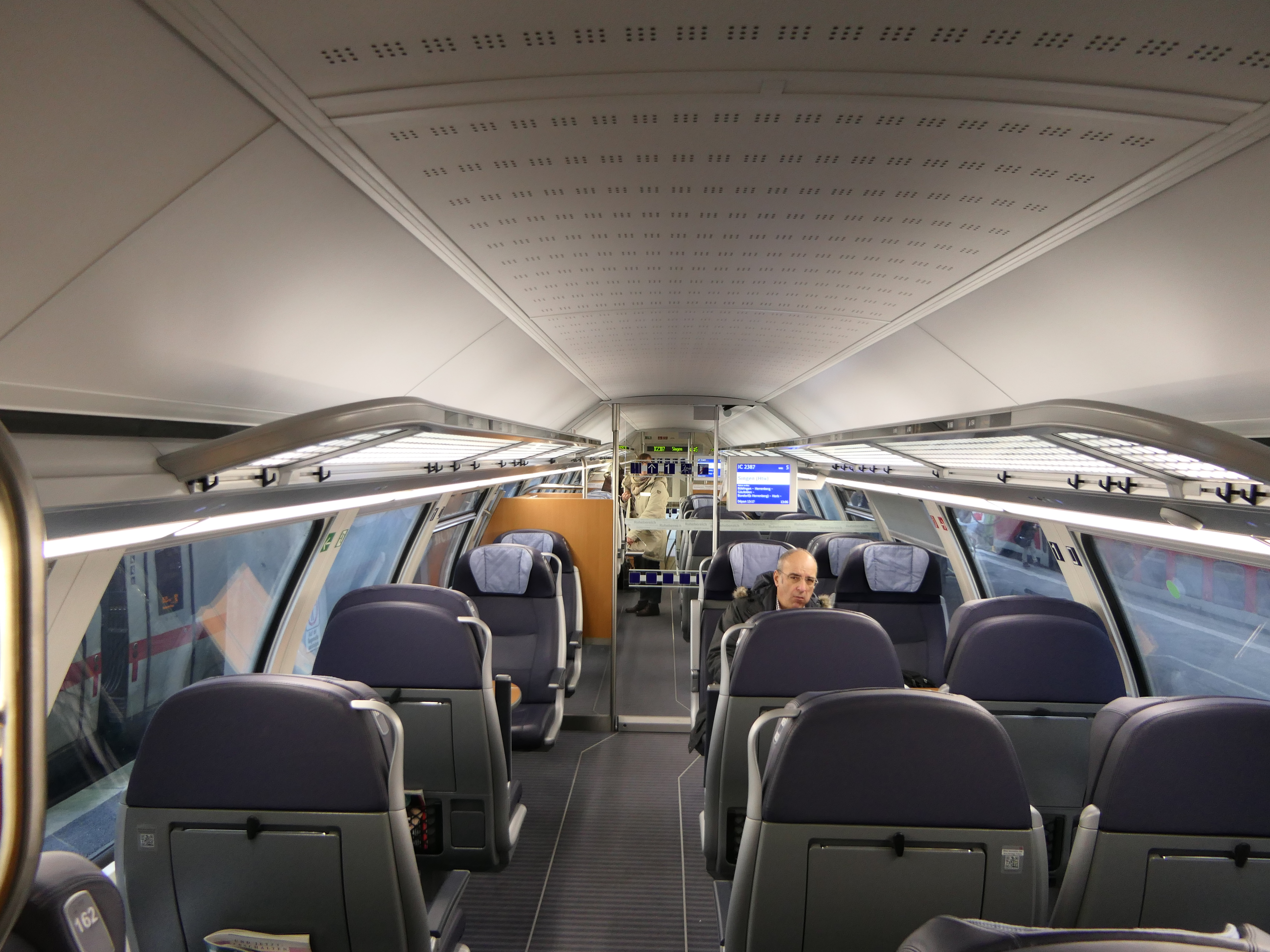
Étage supérieur en 1re classe.
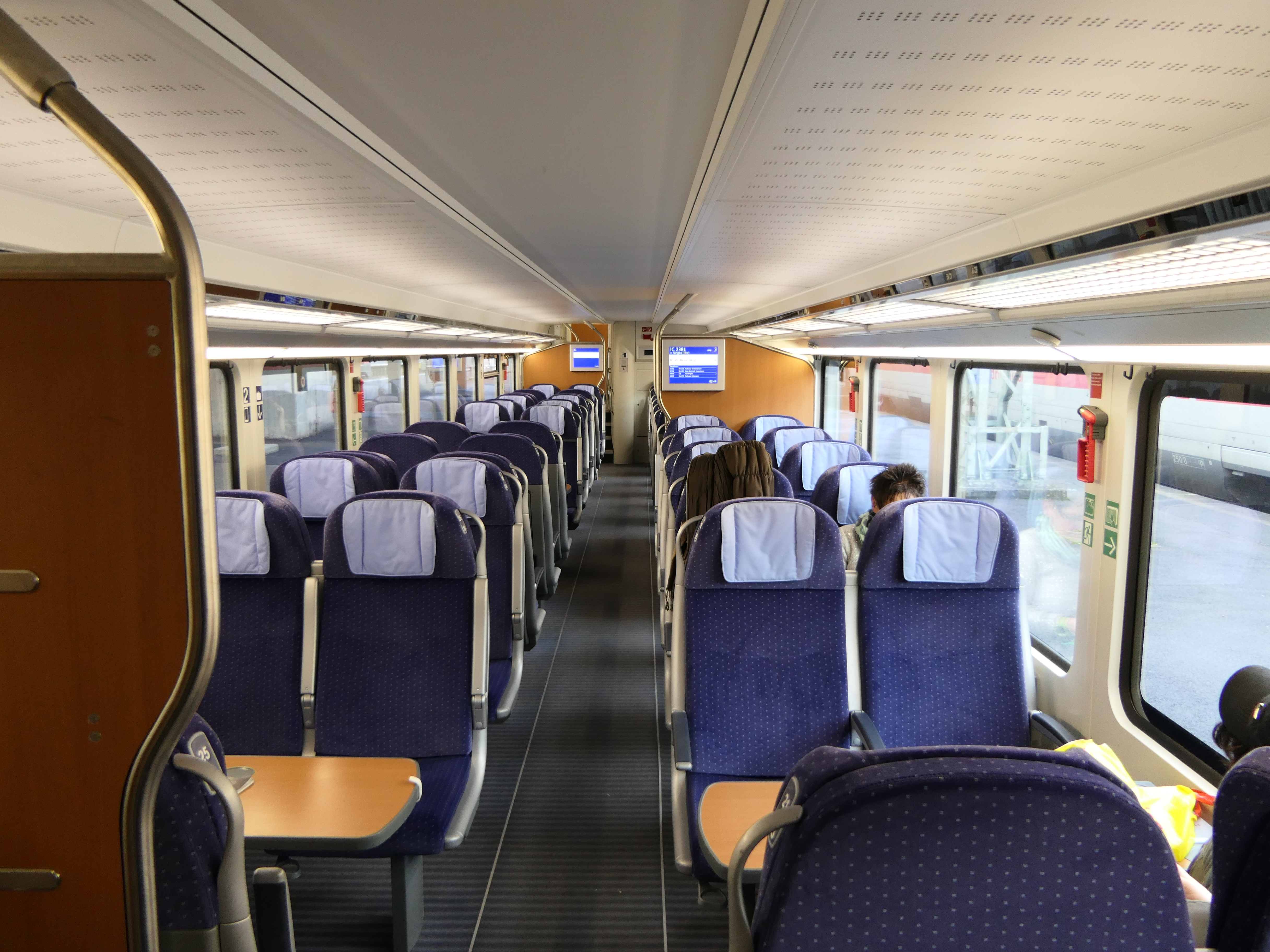
Étage inférieur en 2e classe.
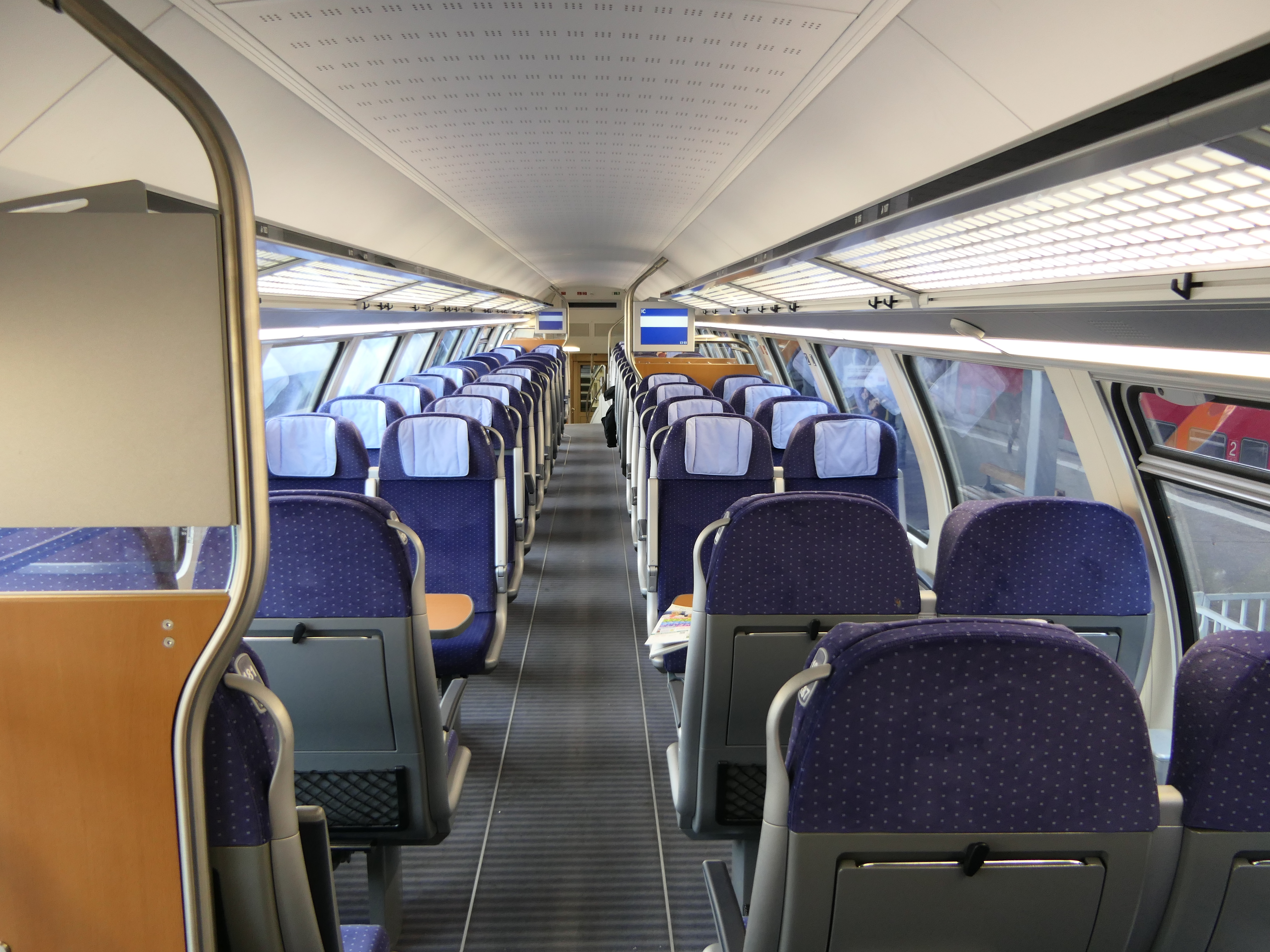
Étage supérieur en 2e classe.
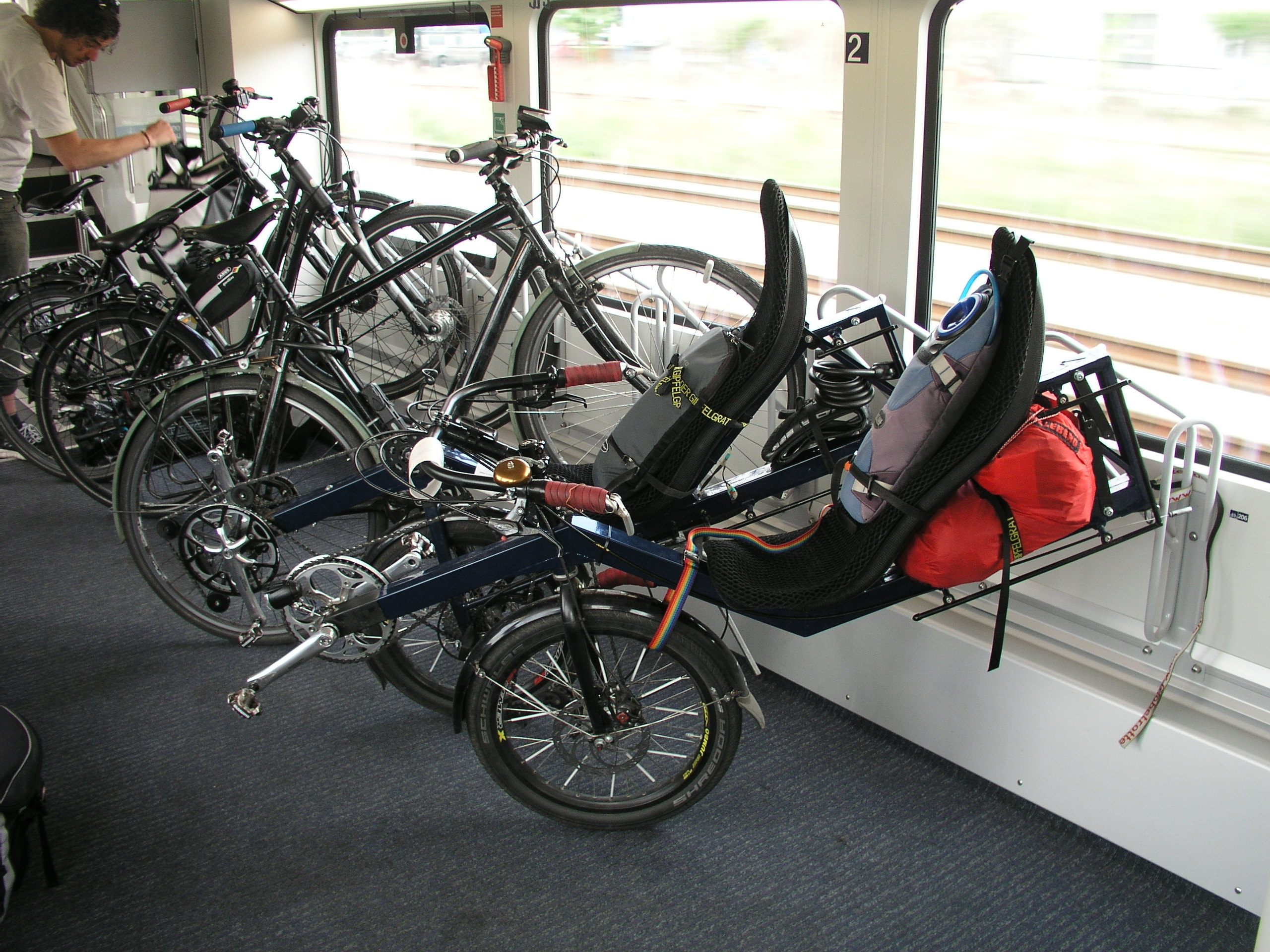
Compartiment pour les vélos dans la voiture-pilote.

#### Séries
Première série : La première série était équipée de locomotives de classe 146.5 . La première série est principalement utilisée sur les lignes de Basse-Saxe ainsi que vers Leipzig et Dresde.
Deuxième série: La deuxième série est tractée par locomotives de classe 147.5. Le principal secteur d'exploitation du premier lot de 17 trains de la deuxième série fut le Bade-Wurtemberg. Cette série sera équipée de l'ETCS pour circuler en Suisse. Malgré tout, l'homologation par l'Office fédéral des transports a été retardé et n'avait pas encore eu lieu fin 2019.

#### Acceptation et critiques
Il s'est rapidement avéré problématique que les trains, bien que techniquement une locomotive, quatre voitures de taille moyenne et une voiture de contrôle, soient traités opérationnellement comme une unité multiple. Dès qu'un wagon présente un défaut, il ne peut pas être séparé et suspendu comme un train de wagons; au contraire, le train entier doit être suspendu.
La couverture médiatique montre que les IC2 de ce type sont perçus très différemment d'à l'accoutumée. D'une part, l'intérieur et le compartiment pour enfants sont loués. D'autre part, les manques d'espace pour les bagages et de Wi-Fi sont décriés. D'autres journaux citent également « un mauvais express régional » et soutiennent que les difficultés techniques d'origine et la dynamique des véhicules qui en résultent rendent les passagers malades en voiture. Le transfert forcé à Singen a également été clairement critiqué. En juin 2019, la Deutsche Bhn a dû admettre que le nombre de retards et d'annulations sur la liaison Stuttgart-Nuremberg était bien plus élevé que la moyenne nationale, surtout après le passage aux trains IC2. En janvier 2020, on a appris que l'entreprise refusait d'accepter 25 nouveaux trains parce que la série s'était avérée très sujette à des pannes de service depuis 2015 et provoquait souvent des retards.

#### Coût d'exploitation
Selon la Deutsche Bahn, le coût au kilomètre des véhicules est de 18 euros par kilomètre, ce qui permet des économies par rapport aux anciens trains de voyageurs dont le coût d'exploitation est estimé à 25 euros par kilomètre.

### Stadler KISS
En 2019, la Deutsche Bahn a acquis 17 automotrices à deux étages Stadler KISS auprès de Westbahn et les a mises en service pour des services interurbains. Les trains se composent de quatre ou six voitures et peuvent atteindre une vitesse maximale de 200 km/h. Le service régulier régulier a commencé le 8 mars 2020 sur la ligne Rostock - Berlin - Dresde.

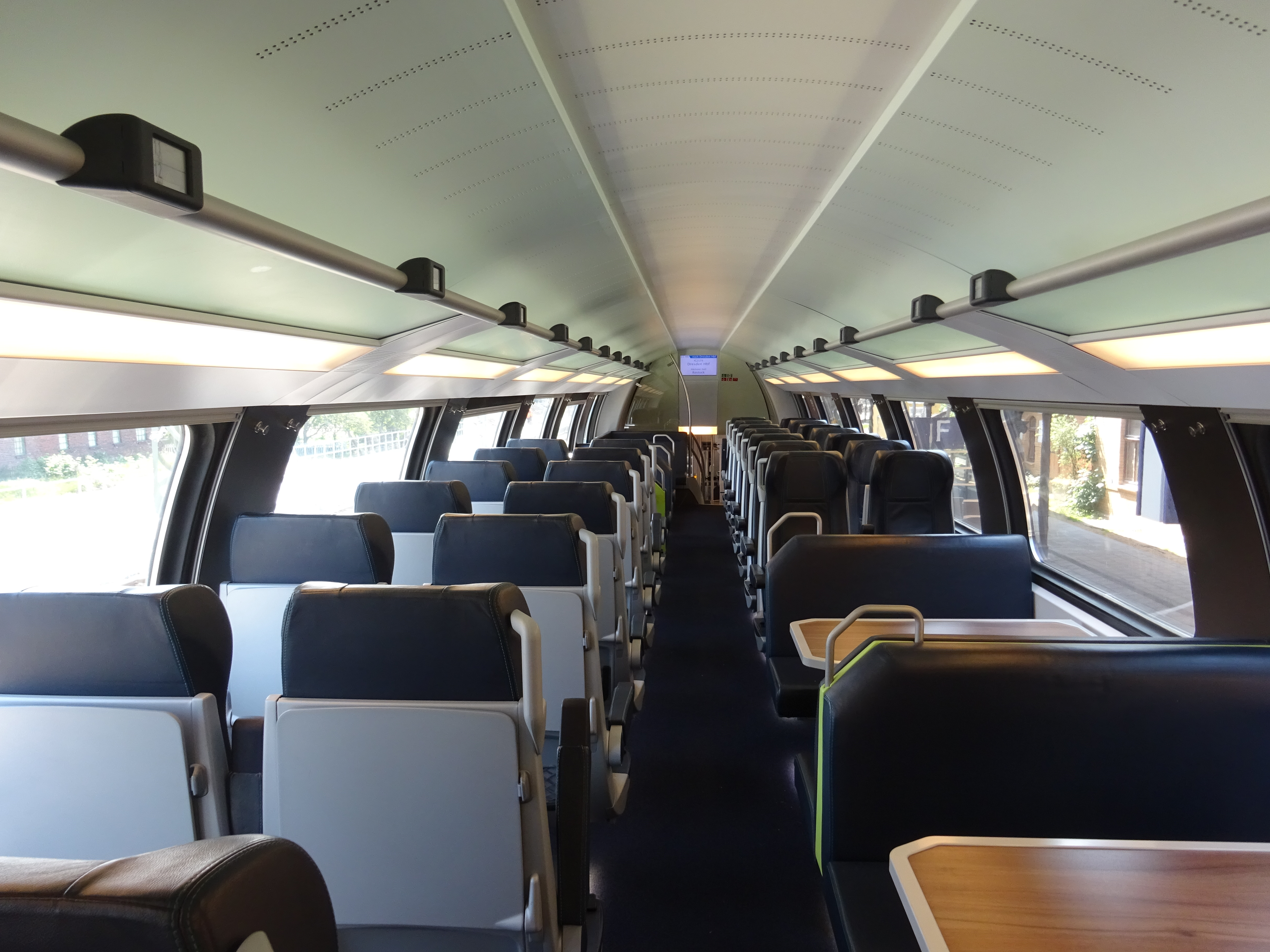
Étage supérieur en 2e classe.
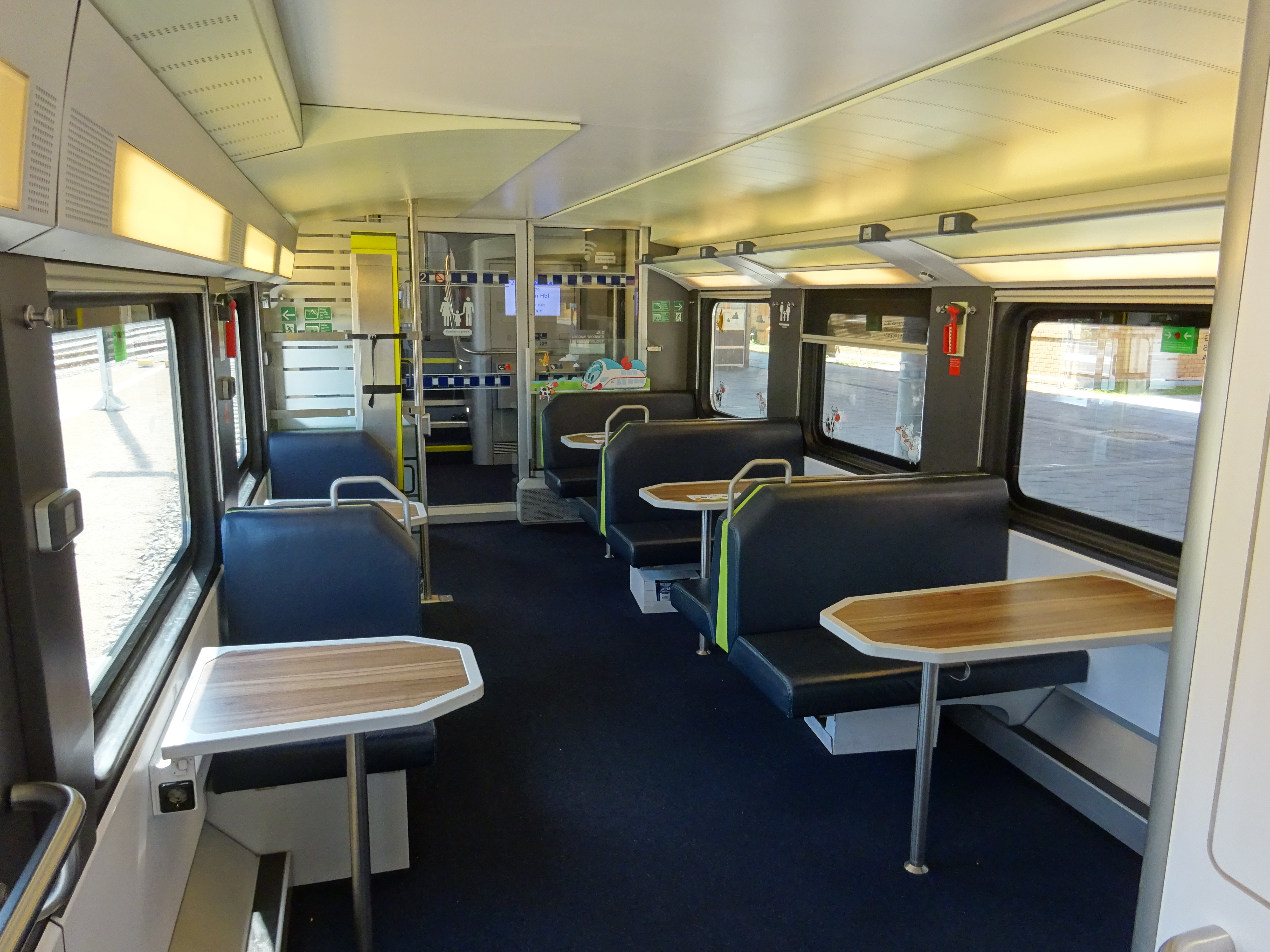
Espace famille.
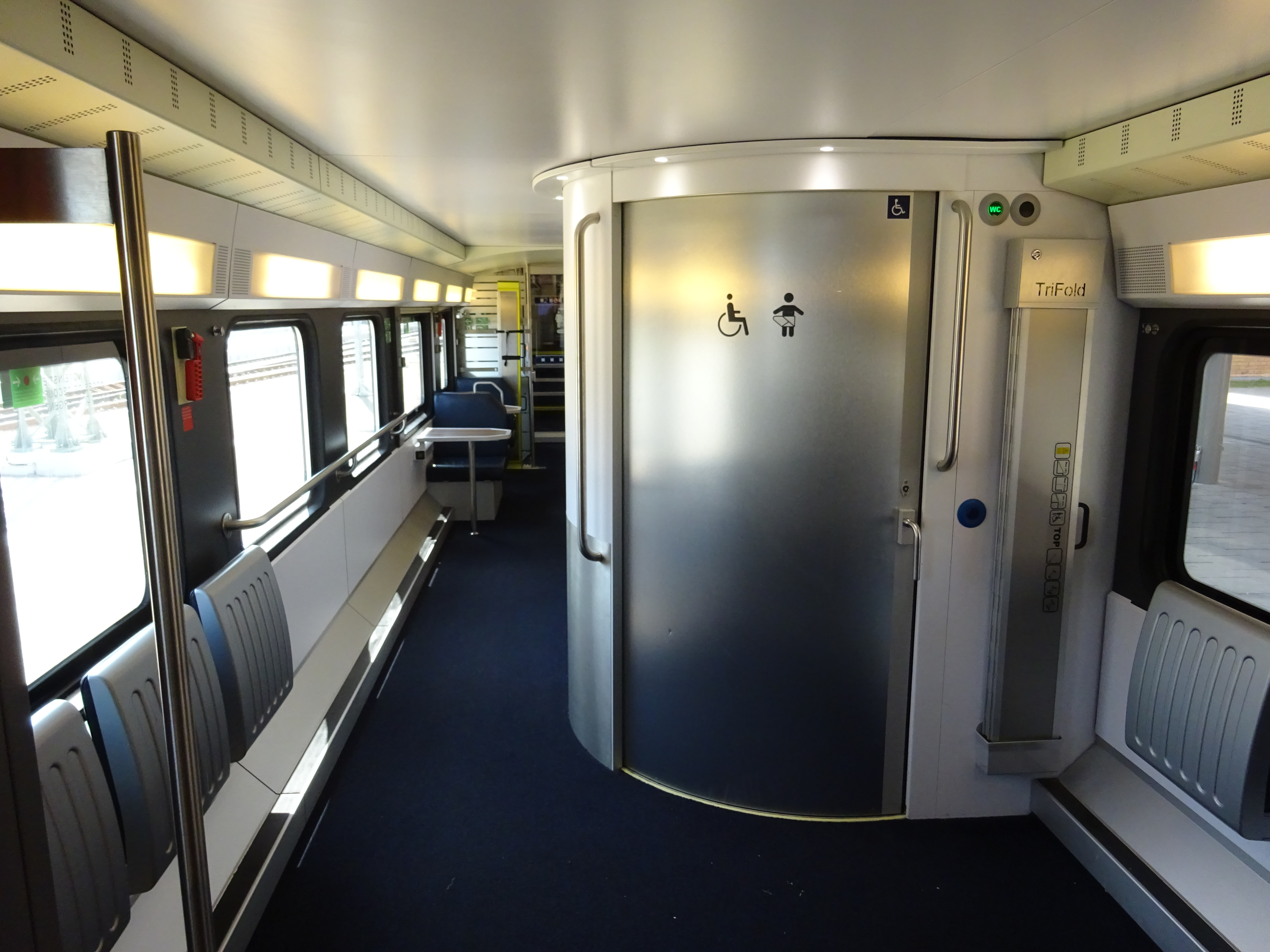
Toilettes accessibles.

Début 2025, la Deutsche Bahn met en vente l'ensemble de ces rames.

## Mise en service de l'offre IC2

### Historique

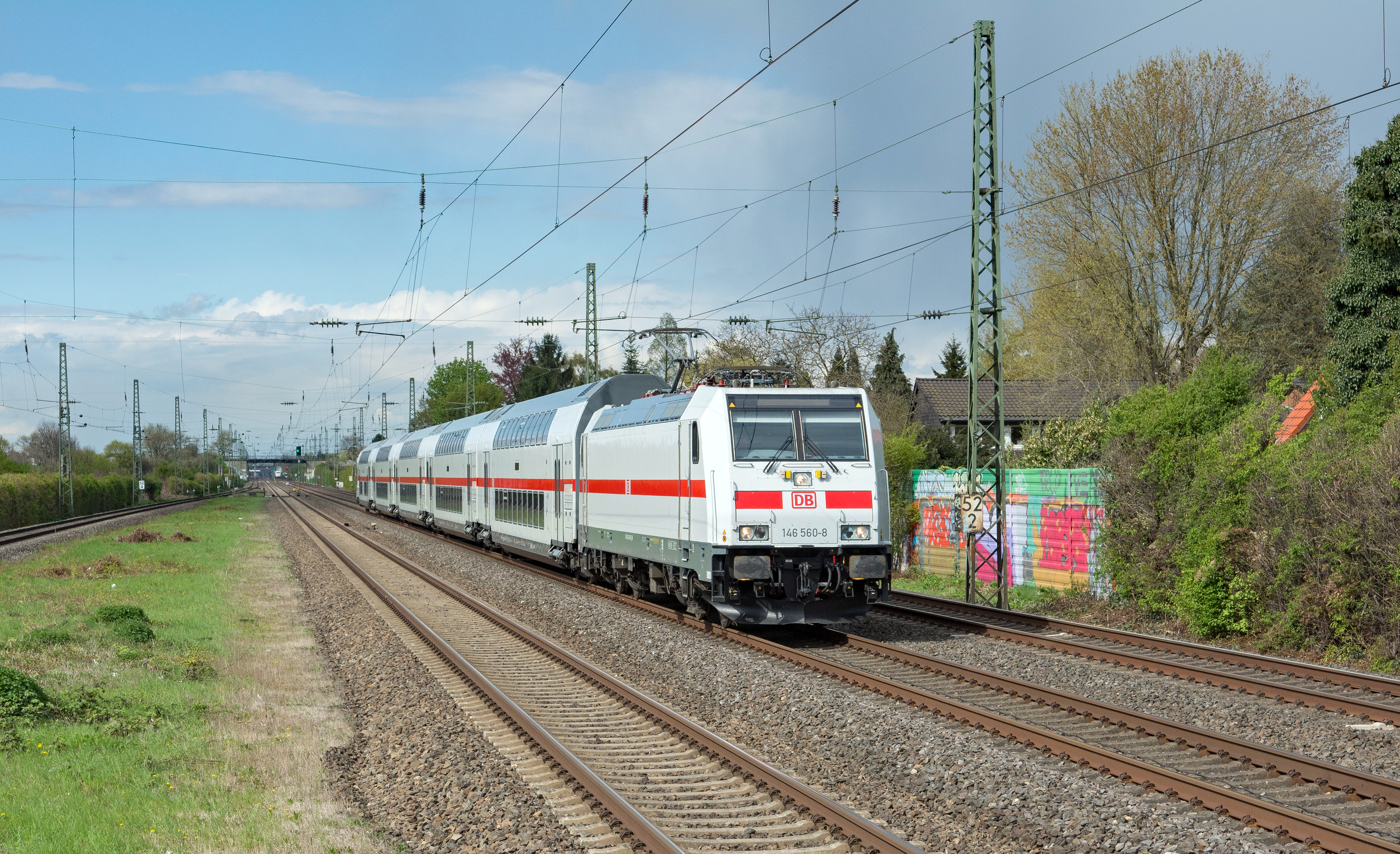
Une rame tractée effectuant un service IC2 sur la ligne 35 entre Duisburg et Düsseldorf.

En 2011, il était prévu de mettre en service les premières voitures à deux niveaux sur les lignes IC en 2013. Cette date a été reportée à plusieurs reprises. En juillet 2015, les voitures à deux niveaux ont été présentées dans différentes gares, dont celles de Düsseldorf et Leipzig.
L'homologation du matériel roulant par l'Office fédéral des chemins de fer eu lieu en septembre 2015, après quoi les véhicules ont été livrés à la Deutsche Bahn pour permettre de démarrer la formation du personnel.

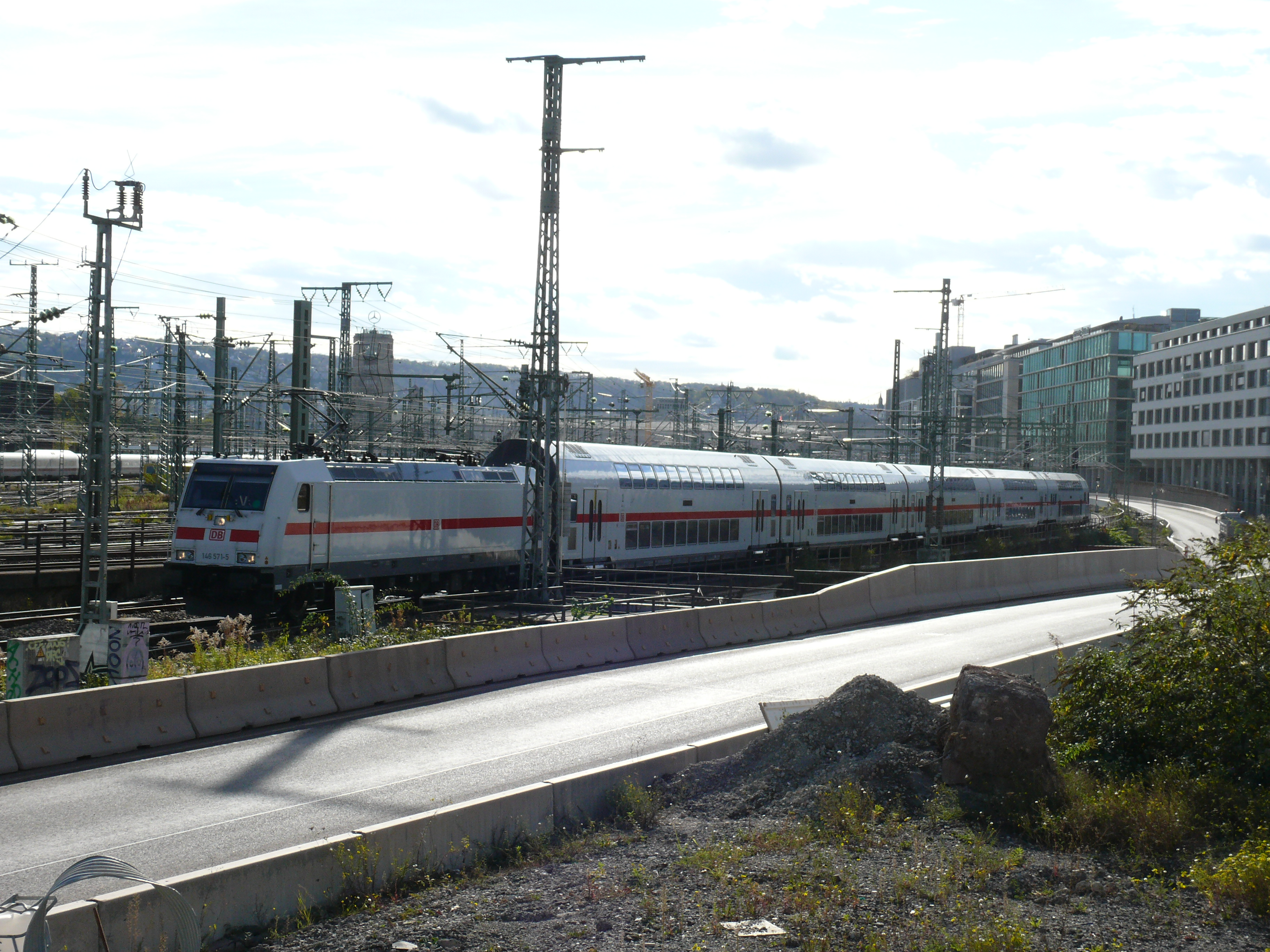
IC2 en sortie de la gare centrale de Stuttgart en 2017.

Avec le changement d'horaire en décembre 2015, les premiers trains à deux étages ont été mis en service sur les lignes Intercity - sur la ligne IC 56 (Cottbus / Leipzig - Hanovre - Norddeich).

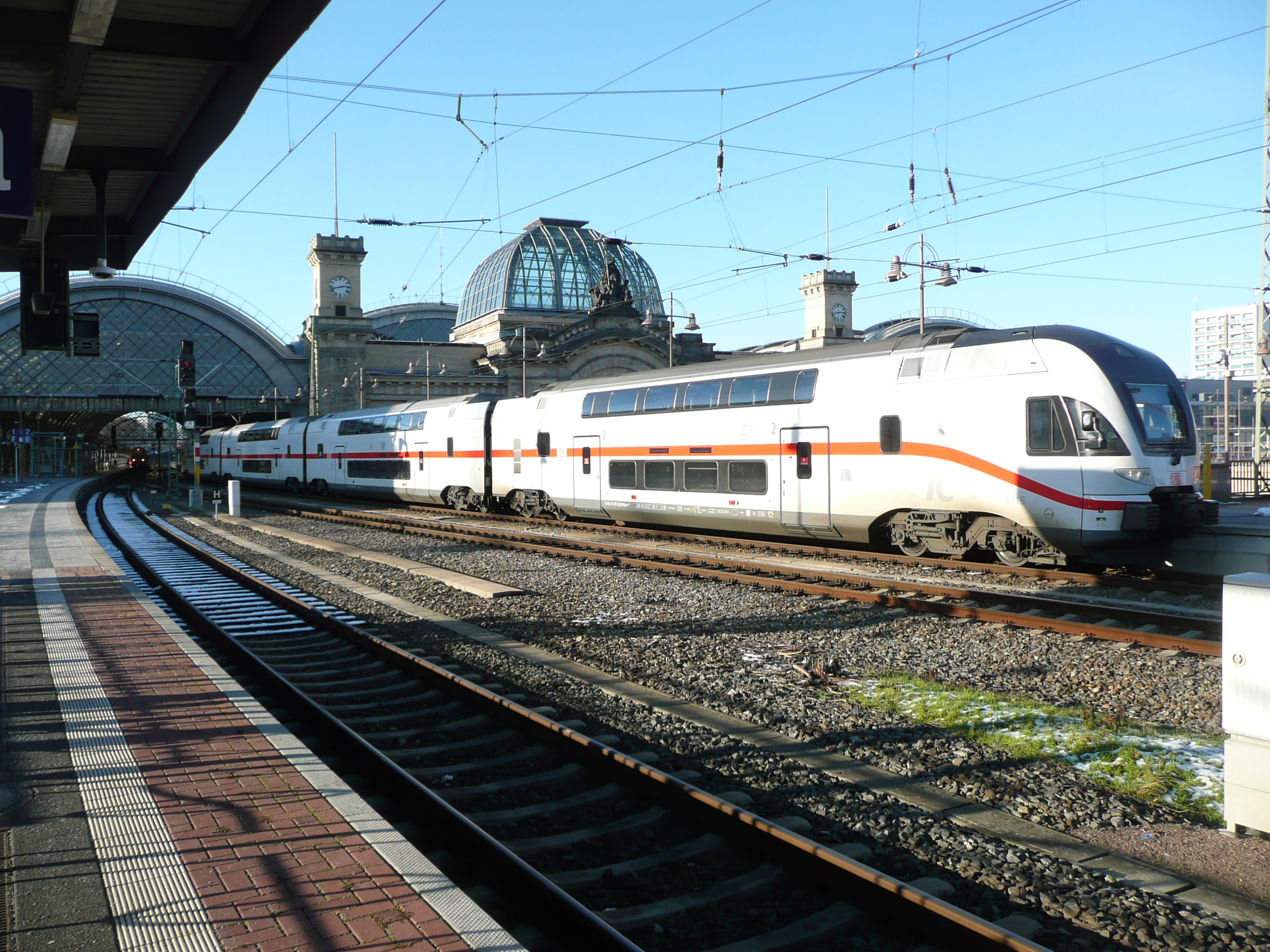
Un IC2 traversant la gare centrale de Dresde.

Depuis le 20 mars 2016, les trains Intercity-2 seront également sur la ligne IC 35 (Coblence - Cologne - Munster - Norddeich). Cependant, l'exploitation a été interrompue pendant un à deux ans pour l'horaire annuel 2017 car les véhicules étaient nécessaires pour la ligne IC 55 à partir de décembre 2016, où déjà depuis le 4 septembre 2016, une paire de trains avec IC à deux étages a été mise en service. Afin de respecter le temps de trajet entre les nœuds de Dortmund et de Hanovre, les trains Intercity 2 ne s'arrêtent pas à Bad Oeynhausen. La maintenance des trains commandés initialement par DB a lieu au dépôt ICE de Leipzig, dont la capacité a été étendue. Initialement, l'idée était d'exploiter ces voitures IC2 à deux étages par l'intermédiaire de la filiale DB Regio-DB Verkehr GmbH et d'utiliser ainsi les capacités de maintenance existantes pour les voitures à deux étages de DB Regio.
Après des essais en mai 2017, ces trains ont été mis en service le 10 décembre 2017 sur la ligne Stuttgart - Singen (Gäubahn) où les trains de la deuxième série sont utilisés. Étant donné que les équipements ETCS sont une condition préalable à l'utilisation dans le réseau suisse et que l'homologation suisse pour les trains Bombardier n'a pas (encore) été accordée, ces trains ne roulent pas encore entre Stuttgart, Singen et la gare centrale de Zurich.

### Problèmes
Une accumulation de dysfonctionnements techniques, y compris sur les portes et les commandes du véhicule, ainsi que le roulement inconfortable des véhicules sur certaines voies ont rendu nécessaire la réparation des trains issus de la première série. Pour cette raison, l'utilisation des véhicules initialement prévue pour février 2016 sur la ligne IC 55 (Dresde - Hanovre - Cologne) sera reportée à la mi-décembre 2016. Les amortisseurs de vibrations ont été réajustés pour réduire les mouvements de roulement et tous les essieux ont reçu un profil plus conique pour réduire les mouvements latéraux. Selon l'Eisenbahn-Bundesamt, tous les mouvements de roulement pendant le processus d'homologation étaient conformes.
Les trains de la deuxième série, en revanche, ont eu à plusieurs reprises par des pannes d'éclairage. En raison de problèmes d'équipement des trains, les trains IC2 supplémentaires devraient circuler jusqu'en décembre 2020 uniquement à Singen où les liaisons étaient mises en correspondance avec les trains suisses. Sur la ligne Karlsruhe - Stuttgart - Nuremberg, les trains IC2 ont été retirés du service en raison de problèmes logiciels.

### Livraison et mise en service
Le contrat attribué à Bombardier Transport pour les trains IC2 était estimé à 362 millions d'euros en 2011,. Le coût d'un train composé cinq voitures TWINDEXX Vario et d'une locomotive BR 146.5 est de 17 millions d'euros. Au printemps 2016, 22 des 26 trains ont été réceptionnés. La livraison du premier lot de 27 trains était initialement prévue pour fin 2013. En janvier 2017, 25 trains ont été livrés.
En septembre 2013, la Deutsche Bahn a commandé 17 autres rames à deux pour une valeur de 293 millions d'euros,. Sur la ligne Gäubahn, les trains IC2 ont été temporairement remorqués par des locomotives de classe 146, remplacées à partir de 2019 par des locomotives BR 147. Onze trains de la deuxième série ont suivi jusqu'à décembre 2017, suivis par six autres trains de la deuxième série jusqu'en mars 2018.
Fin mars 2017, une nouvelle commande a été faite par la Deutsche Bahn pour 25 trains supplémentaires. En janvier 2020, DB a refusé d'accepter les 25 trains de la deuxième partie de la 2e série en raison de problèmes logiciels.
| Année de la commande | Début du déploiement      | Voiture-pilote | Voiture | Total |
| -------------------- | ------------------------- | -------------- | ------- | ----- |
| 2011                 | Décembre 2015 - mars 2016 | 27             | 108     | 135   |
| 2013                 | Décembre 2018             | 17             | 68      | 85    |
| 2017                 | Probablement 2019         | 25             | 100     | 125   |